# 毛狗骨柴
毛狗骨柴（学名：Diplospora fruticosa）为茜草科狗骨柴属下的一个种。

## 扩展阅读
- 維基物種上的相關：毛狗骨柴